# Сила і краса
«Сила і краса» пізніше «Краса і сила» — оповідання Володимира Винниченка, яким розпочинається збірка «Краса і сила», уперше надруковане під назвою «Сила і краса» в журналі «Киевская старина».

## Сюжет
Трагічна дилема вибору між красою та силою, яка стоїть перед героїнею. Представник сили — потворний Андрій, спритний злодій, який уміє підкорити товаришів. Силу використовує лише для того, щоби приборкати коханку Мотрю. Представник краси — Ілько, грабіжник, воліє битися, підпалювати і, навіть, убивати. Але морально він пасує перед своїм спритним товаришем Андрієм і пасивно споглядає, як Андрій безжально лупцює Мотрю за нього ж, Ілька. Мотря, теж дочка злодія, вагається, вибираючи між сильним волею Андрієм і красенем Ільком. Від Андрія в неї вже є дитина. Андрій більш схильний повінчатися з нею, але зате вимагає, щоб вона після вінця вже не сміла «бігати» за Ільком, проте якраз цієї останньої умови вона не може виконати. Поки вона невінчана — відкрито бігає до Ілька. Андрій погрожує вбити за шлюбну невірність. Ілько не спішить захищати Мотрю. Андрій чекає, поки жінка сама розв'яже ситуацію, бо сам не хоче вживати заходів щодо Ілька, адже останній йому потрібний як товариш-злодій. Мотря теж вагається між красою і силою. Відіграє важливу роль і турбота про долю дитини, якій Ілько чужий, і турбота про власне благополуччя, адже Андрій ощадливіший. Остаточно в своєму правильному виборі Мотря переконується, коли бачить як Ілько захищає пташку, яку мучить Андрій, а на її захист не наважується. Мотря виходить заміж за Андрія і вирушає з ним на заслання.

## Особливості написання
В оповіданні виявився особистий погляд автора на описувані події. Він «іде від супротивного», змальовуючи контрасти, грає на протилежностях.

## Відгуки
«Воно було поміщено в августовській книжці», — заявив Євген Чикаленко, давши високу оцінку оповіданню.

## Герої
Ілько Чубатий, Андрій Голуб, Марко Чумарченко, дочка Марка, Мотря, декілька голодранців.